# Patrologia latina

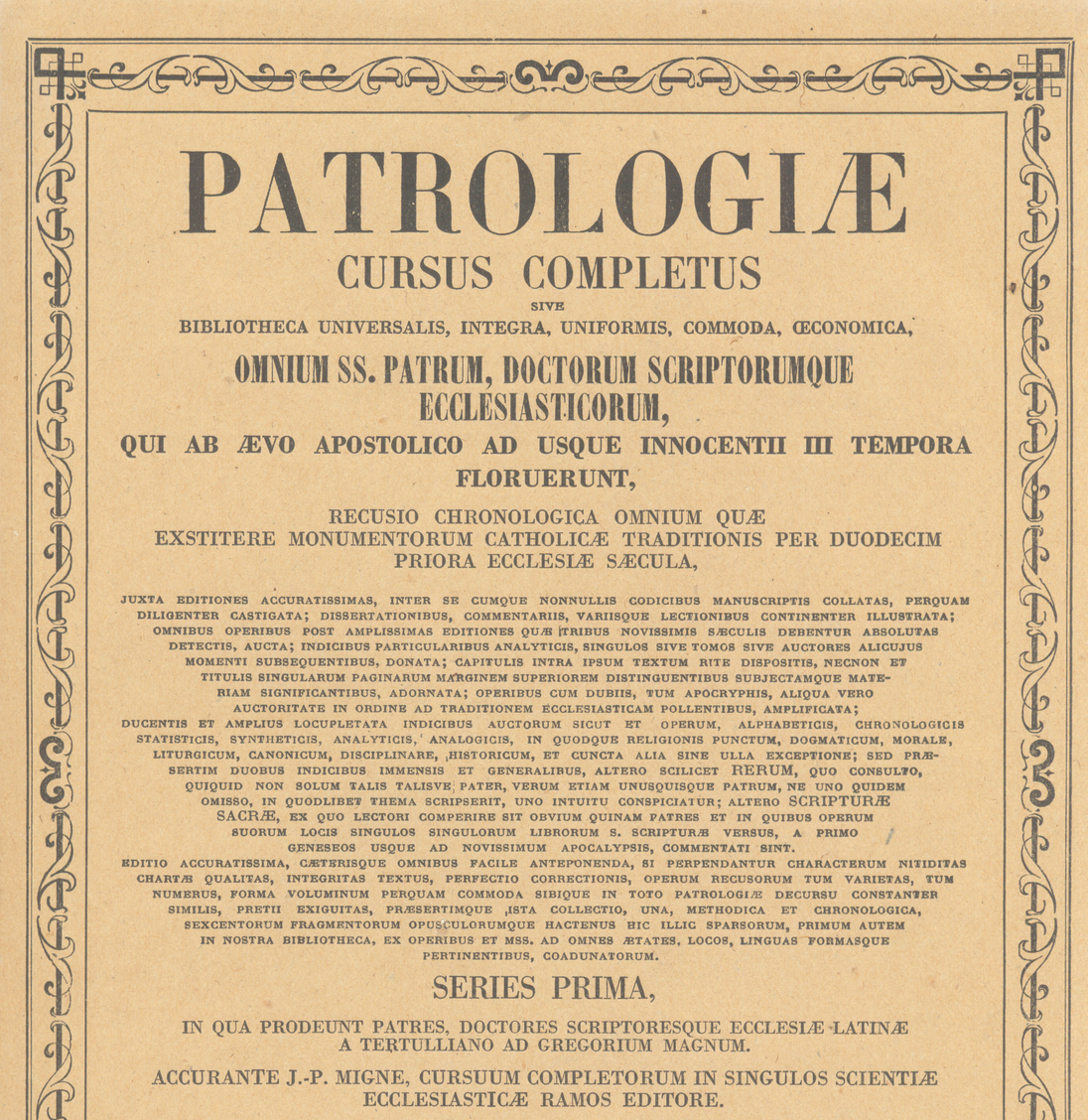
5. svazek.

Patrologia latina, plným názvem Patrologiae latinae cursus completus, zkráceně též PL, je nejvýznamnější edice patristických spisů 19. století, která vyšla v 221 svazcích v letech 1844-1864 zásluhou francouzského kněze Jacquese Paula Migneho.

## Tištěná vydání
Tato řada latinských církevních Otců obsahuje spisy od Tertulliana po Inocence III. (tj. z let 200-1216). Vzhledem k objemu textů nemohl Migne a jeho spolupracovníci pracovat s různými rukopisy a porovnávat je, jak by odpovídalo modernímu pojetí kritického vydání, nýbrž museli se většinou spokojit s tím, že přetiskli některé z dřívějších tištěných vydání.
Migneho tiskárna roku 1868 vyhořela a převzalo ji nakladatelství Garnier frères, které pak jednotlivé svazky dotiskovalo, tyto dotisky však obsahují podstatně víc chyb. První vydání se však dodnes používá jednak proto, že je nejrozsáhlejší, jednak proto, že řada méně významných autorů a textů už nebyla od té doby vydána.

## Elektronická vydání
V poslední době Migneho Patrologie opět "oživla" v elektronické podobě, a to ve dvojí podobě. Nakladatelství Chadwyck a Healey celý text digitalizovalo a opatřilo i prostředky pro vyhledávání; jeho databáze (viz http://pld.chadwyck.co.uk/ Archivováno 31. 3. 2019 na Wayback Machine.) je dnes dostupná jednak na CD, jednak na Webu, licenční poplatek je ovšem velmi vysoký. V ČR je dostupná pracovníkům UK v Praze, MU v Brně, UP v Olomouci a na pracovištích Akademie věd České republiky.
Volně přístupné jsou úplné texty Migneho Patrologie a řady dalších textů k dějinám křesťanství a církve v databázi Documenta catholica omnia (http://www.documentacatholicaomnia.eu/) jako soubory .pdf (Acrobat). Úplné texty původního Migneho vydání jsou taky volně přístupné na Google Books (seznam linků: http://latina.patristica.net) s možností vyhledávaní díky OCR.

### Veřejné knihovny
Z veřejných knihoven v České republice mají značnou část Migneho latinské patrologie následující:
- Národní knihovna České republiky v Praze
- knihovna Katolické teologické fakulty Univerzity Karlovy v Praze
- knihovna Cyrilometodějské teologické fakulty Univerzity Palackého v Olomouci
- knihovna Evangelické teologické fakulty Univerzity Karlovy v Praze